# Bernd Leno
Bernd Leno (Bietigheim-Bissingen, 4 marzo 1992) è un calciatore tedesco, portiere del Fulham e della nazionale tedesca.

## Carriera

### Club

#### Stoccarda
Il 17 maggio 2011 firma il rinnovo del contratto con lo Stoccarda fino al 30 giugno 2014.

#### Bayer Leverkusen
Il 10 agosto 2011 è stato ufficializzato il prestito per 500.000 euro al Bayer Leverkusen per 5 mesi, fino al 31 dicembre dello stesso anno. Un mese prima della scadenza del prestito, il 30 novembre, il Bayer Leverkusen ha riscattato il suo cartellino per 7,5 milioni di euro, con un contratto sino al 30 giugno 2017.

#### Arsenal e Fulham
Il 19 giugno 2018 è stato ufficializzato il suo trasferimento all'Arsenal per 25 milioni di euro. Con i gunners milita per 4 anni, collezionando 125 presenze totali e vincendo una Coppa d'Inghilterra e la Community Shield 2020.
Il 2 agosto 2022 passa al neopromosso Fulham con cui firma un contratto triennale.

### Nazionale
Il 1º ottobre 2015 riceve la sua prima convocazione in nazionale maggiore per le partite valide per le qualificazioni ad Euro 2016 contro Irlanda e Georgia. Viene convocato per gli Europei 2016 in Francia.

## Statistiche

### Presenze e reti nei club
Statistiche aggiornate al 16 agosto 2025.
| Stagione                | Squadra                 | Campionato              | Campionato | Campionato | Coppa nazionale | Coppa nazionale | Coppa nazionale | Coppe europee | Coppe europee | Coppe europee | Altre coppe | Altre coppe | Altre coppe | Totale | Totale |
| Stagione                | Squadra                 | Comp                    | Pres       | Reti       | Comp            | Pres            | Reti            | Comp          | Pres          | Reti          | Comp        | Pres        | Reti        | Pres   | Reti   |
| ----------------------- | ----------------------- | ----------------------- | ---------- | ---------- | --------------- | --------------- | --------------- | ------------- | ------------- | ------------- | ----------- | ----------- | ----------- | ------ | ------ |
| 2009-2010               | Stoccarda II            | DL                      | 17         | -19        | -               | -               | -               | -             | -             | -             | -           | -           | -           | 17     | -19    |
| 2010-2011               | Stoccarda II            | DL                      | 37         | -46        | -               | -               | -               | -             | -             | -             | -           | -           | -           | 37     | -46    |
| 2011-2012               | Stoccarda II            | DL                      | 3          | -3         | -               | -               | -               | -             | -             | -             | -           | -           | -           | 3      | -3     |
| Totale Stoccarda II     | Totale Stoccarda II     | Totale Stoccarda II     | 57         | -68        |                 | -               | -               |               | -             | -             |             | -           | -           | 57     | -68    |
| 2011-2012               | Bayer Leverkusen        | BL                      | 33         | -42        | CG              | 0               | 0               | UCL           | 8             | -18           | -           | -           | -           | 41     | -60    |
| 2012-2013               | Bayer Leverkusen        | BL                      | 32         | -34        | CG              | 2               | -2              | UEL           | 6             | -5            | -           | -           | -           | 40     | -41    |
| 2013-2014               | Bayer Leverkusen        | BL                      | 34         | -41        | CG              | 4               | -3              | UCL           | 8             | -16           | -           | -           | -           | 46     | -60    |
| 2014-2015               | Bayer Leverkusen        | BL                      | 34         | -37        | CG              | 4               | -2              | UCL           | 10            | -7            | -           | -           | -           | 48     | -46    |
| 2015-2016               | Bayer Leverkusen        | BL                      | 33         | -38        | CG              | 4               | -4              | UCL+UEL       | 8+4           | -13 + -3      | -           | -           | -           | 49     | -58    |
| 2016-2017               | Bayer Leverkusen        | BL                      | 34         | -55        | CG              | 1               | -1              | UCL           | 7             | -8            | -           | -           | -           | 42     | -64    |
| 2017-2018               | Bayer Leverkusen        | BL                      | 33         | -40        | CG              | 5               | -9              | -             | -             | -             | -           | -           | -           | 38     | -49    |
| Totale Bayer Leverkusen | Totale Bayer Leverkusen | Totale Bayer Leverkusen | 233        | -287       |                 | 20              | -21             |               | 51            | -70           |             | -           | -           | 304    | -378   |
| 2018-2019               | Arsenal                 | PL                      | 32         | -42        | FACup+CdL       | 0+1             | -1              | UEL           | 3             | -2            | -           | -           | -           | 36     | -45    |
| 2019-2020               | Arsenal                 | PL                      | 30         | -39        | FACup+CdL       | 0+0             | 0               | UEL           | 2             | -2            | -           | -           | -           | 32     | -41    |
| 2020-2021               | Arsenal                 | PL                      | 35         | -37        | FACup+CdL       | 2+2             | -1 + 0          | UEL           | 10            | -10           | CS          | 0           | 0           | 49     | -48    |
| 2021-2022               | Arsenal                 | PL                      | 4          | -9         | FACup+CdL       | 1+3             | 0 + -2          | -             | -             | -             | -           | -           | -           | 8      | -11    |
| Totale Arsenal          | Totale Arsenal          | Totale Arsenal          | 101        | -127       |                 | 9               | -4              |               | 15            | -14           |             | 0           | 0           | 125    | -145   |
| 2022-2023               | Fulham                  | PL                      | 36         | -51        | FACup+CdL       | 1               | -3              | -             | -             | -             | -           | -           | -           | 37     | -54    |
| 2023-2024               | Fulham                  | PL                      | 38         | -61        | FACup+CdL       | 0+3             | 0 + -4          | -             | -             | -             | -           | -           | -           | 41     | -65    |
| 2024-2025               | Fulham                  | PL                      | 38         | -54        | FACup+CdL       | 2+0             | -4+0            | -             | -             | -             | -           | -           | -           | 40     | -58    |
| 2025-2026               | Fulham                  | PL                      | 1          | -1         | FACup+CdL       | 0+0             | 0+0             | -             | -             | -             | -           | -           | -           | 1      | -1     |
| Totale Fulham           | Totale Fulham           | Totale Fulham           | 113        | -167       |                 | 6               | -11             |               | -             | -             |             | -           | -           | 119    | -178   |
| Totale carriera         | Totale carriera         | Totale carriera         | 504        | -649       |                 | 35              | -36             |               | 66            | -84           |             | 0           | 0           | 605    | -769   |

### Cronologia presenze e reti in nazionale
| Cronologia completa delle presenze e delle reti in nazionale ― Germania | Cronologia completa delle presenze e delle reti in nazionale ― Germania | Cronologia completa delle presenze e delle reti in nazionale ― Germania | Cronologia completa delle presenze e delle reti in nazionale ― Germania | Cronologia completa delle presenze e delle reti in nazionale ― Germania | Cronologia completa delle presenze e delle reti in nazionale ― Germania | Cronologia completa delle presenze e delle reti in nazionale ― Germania | Cronologia completa delle presenze e delle reti in nazionale ― Germania |
| Data                                                                    | Città                                                                   | In casa                                                                 | Risultato                                                               | Ospiti                                                                  | Competizione                                                            | Reti                                                                    | Note                                                                    |
| ----------------------------------------------------------------------- | ----------------------------------------------------------------------- | ----------------------------------------------------------------------- | ----------------------------------------------------------------------- | ----------------------------------------------------------------------- | ----------------------------------------------------------------------- | ----------------------------------------------------------------------- | ----------------------------------------------------------------------- |
| 29-5-2016                                                               | Augusta                                                                 | Germania                                                                | 1 – 3                                                                   | Slovacchia                                                              | Amichevole                                                              | -2                                                                      | 46’                                                                     |
| 31-8-2016                                                               | Mönchengladbach                                                         | Germania                                                                | 2 – 0                                                                   | Finlandia                                                               | Amichevole                                                              | -                                                                       | 46’                                                                     |
| 15-11-2016                                                              | Milano                                                                  | Italia                                                                  | 0 – 0                                                                   | Germania                                                                | Amichevole                                                              | -                                                                       |                                                                         |
| 26-3-2017                                                               | Baku                                                                    | Azerbaigian                                                             | 1 – 4                                                                   | Germania                                                                | Qual. Mondiali 2018                                                     | -1                                                                      |                                                                         |
| 19-6-2017                                                               | Soči                                                                    | Australia                                                               | 2 – 3                                                                   | Germania                                                                | Conf. Cup 2017 - 1º turno                                               | -2                                                                      |                                                                         |
| 8-10-2017                                                               | Kaiserslautern                                                          | Germania                                                                | 5 – 1                                                                   | Azerbaigian                                                             | Qual. Mondiali 2018                                                     | -1                                                                      |                                                                         |
| 6-9-2020                                                                | Basilea                                                                 | Svizzera                                                                | 1 – 1                                                                   | Germania                                                                | UEFA Nations League 2020-2021 - 1º turno                                | -1                                                                      |                                                                         |
| 7-10-2020                                                               | Colonia                                                                 | Germania                                                                | 3 – 3                                                                   | Turchia                                                                 | Amichevole                                                              | -3                                                                      |                                                                         |
| 2-9-2021                                                                | San Gallo                                                               | Liechtenstein                                                           | 0 – 2                                                                   | Germania                                                                | Qual. Mondiali 2022                                                     | -                                                                       |                                                                         |
| Totale                                                                  |                                                                         | Presenze                                                                | 9                                                                       |                                                                         | Reti                                                                    | -10                                                                     |                                                                         |

## Palmarès

### Club

#### Competizioni nazionali
- Coppa d'Inghilterra: 1

Arsenal: 2019-2020
- Community Shield: 1

Arsenal: 2020

### Nazionale
- Confederations Cup: 1

Russia 2017